# Amastus ergana
Amastus ergana är en fjärilsart som beskrevs av Paul Dognin 1891. Amastus ergana ingår i släktet Amastus och familjen björnspinnare. Inga underarter finns listade i Catalogue of Life.